# Серроне, Дональд
Дональд Энтони Серро́не (англ. Donald Anthony Cerrone, род. 29 марта 1983, Денвер, штат Колорадо, США) — американский боец смешанных боевых искусств и бывший профессиональный кикбоксер. Бывший претендент за звание чемпиона в лёгком весе в UFC. С 2006 Дональд выступал в разных в организацих, в 2011 дебютировал в UFC, снимался в фильме «Проект Легион», в 2022 объявил о завершении карьеры.

## Детство и юность
Серроне родился в Денвере, штат Колорадо, США. Он был активным и проблемным подростком, часто участвовал в драках, ему поставили диагноз «синдром дефицита внимания и гиперактивности». Серроне поступил в «Воздушную академию» штата Колорадо, там он начал профессионально ездить на лошадях. Когда его родители развелись, он остался жить с бабушкой и дедушкой. На втором курсе друг привёл Серроне на занятия кикбоксингом, в любительских выступлениях он был непобедимым с рекордом 13-0. Позже начал обучение в школе тайского бокса, затем перейдя в профессионалы. Здесь он был также непобеждённым с рекордом 28-0.

## Смешанные единоборства
Серроне начал свою карьеру в Коммерс Сити, Колорадо, США, в зале Freedom Fighters. Он начинал тренироваться с такими бойцами как Джон Джонс, Рашад Эванс, Жорж Сен-Пьер, под руководством Грега Джексона в «Jackson’s Submission Fighting», в Альбукерке, Нью-Мексико, США.

### World Extreme Cagefighting
Серроне подписал контракт в WEC и первым его соперником стал Кеннет Александер. Серроне победил болевым приёмом на 56 секунде первого раунда. Однако результат боя был аннулирован, так как допинг-тест Серроне дал положительный результат на гидрохлоротиазид.
29 января 2009, на WEC 38 Серроне проиграл раздельным решением бой за титул чемпиона WEC в лёгкой весовой категории Джейми Варнеру.
Серроне и Вернер согласились провести матч-реванш на WEC 43. Однако Вернер не смог пройти медицинское освидетельствование в связи с травмой руки. В итоге 10 октября 2009, на WEC 43, Серроне дрался с Бенсоном Хендерсоном за титул временного чемпиона WEC в лёгком весе, Серроне проиграл единогласным решением. Бой получил награду «Лучший бой вечера» от сайта Sherdog.
Матч-реванш с Бенсоном Хендерсоном, на этот раз за титул чемпиона WEC в лёгком весе прошёл 24 апреля 2010 на WEC 48. Серроне проиграл удушающим приёмом под названием гильотина.

### Ultimate Fighting Championship
В октябре 2010 произошло объединение UFC и WEC, в рамках которого все бойцы WEC были переведены в UFC.
Первый бой в UFC Серроне проводил против Пола Келли 5 февраля 2011 на UFC 131. Серроне одержал победу удушающим приёмом сзади. Дональд получил награду «Выступление вечера».
Первое поражение Серроне получил от Нейта Диаса единогласным решением на UFC 141. Этот бой получил награду «Лучший бой вечера».
После поражения от Рафаэля дус Анжуса на UFC Fight Night: Condit vs. Kampmann 2, Серроне добыл длинную серию из 8 побед подряд над Эваном Данэмом, Адриану Мартинсом, Эдсоном Барбозой, Джимом Миллером, Эдди Альваресом, Майлсом Джури, Бенсоном Хендерсоном и Джоном Макдесси. Тем самым, он заслужил бой за титул чемпиона UFC в лёгком весе, которым владел Рафаэл дус Анжус. Бой состоялся на UFC on Fox, 19 декабря 2015.Серроне проиграл титульный бой Рафаэлю дус Анжусу техническим нокаутом в первом раунде.
После поражения в титульном бою от дус Анжуса Серроне временно перешёл в полусредний вес и должен был встретиться с Тимом Минсом, однако Минс выбыл из боя после проваленного допинг-теста. Его заменил Алекс Оливейра, бой состоялся на UFC Fight Night: Cowboy vs. Cowboy. Серроне завершил бой в первом раунде, проведя треугольник, а также получил награду «Выступление вечера».
18 июня 2016 продолжил выступления в полусреднем весе, его соперником стал Патрик Коте. Серроне победил техническим нокаутом в третьем раунде, до этого дважды уронив соперника в нокдаун. Получил награду «Выступление вечера».
20 августа 2016 на UFC 202, Серроне техническим нокаутом одолел Рика Стори. Получил награду «Выступление вечера».
10 декабря 2016 на UFC 206 одолел Мэтта Брауна нокаутом в 3 раунде.
2017 год для Серроне сложился крайне неудачно. Сначала Серроне встретился с Хорхе Масвидалем 27 января 2017 года на турнире UFC on Fox 23. Серроне проиграл бой техническим нокаутом во втором раунде. После этого боя проиграл ещё два боя. Сначала Робби Лоулеру единогласным решением судей, а затем Даррену Тиллу техническим нокаутом.
23 июня 2018 года в Сингапуре состоялся турнир UFC Fight Night 132, в котором Дональд Серроне встретился с Леоном Эдвардсом. Победу по итогам пяти раундов судейским решением одержал Эдвардс.
10 ноября 2018 года в рамках турнира UFC Fight Night 138 Серроне достаточно легко одолел Майка Перри, проведя болевой прием уже в первом раунде.
2019 год получился для Дональда Серроне достаточно насыщенным. В январе и феврале не утихали слухи о бое Макгрегора и Серроне за титул временного чемпиона UFC в легком весе, вплоть до марта 2019 года оба бойца говорили о том, что они готовы сражаться, однако договориться о бое все же не удалось. 4 мая 2019 года в рамках турнира UFC Fight Night 151 он встретился с ещё одним топовым легковесом — Элом Яквинтой в главном событии вечера. Бой продлился все пять отведенных раундов, а победу в нём одержал Серроне единогласным решением судей.
8 июня 2019 года Серроне провел бой против Тони Фергюсона в рамках шоу UFC 238. Бой был остановлен во втором раунде, на тот момент Серроне получил значительные повреждения глаза и скулы. Победа была присуждена Фергюсону техническим нокаутом, оба бойца получили специальные бонусы от UFC за зрелищный бой. На UFC 246 Серроне встретился с Конором Макгрегором, где проиграл в техническим нокаутом в первом раунде. 
9 мая 2020 года в рамках турнира UFC 249 провёл реванш против Энтони Петтиса. Первый бой прошёл в 2013 году и закончился для Серроне поражением нокаутом в первом раунде. В ответном поединке соперники дрались все три раунда. Единогласным решением судей победу одержал Петтис. Для Ковбоя данное поражение стало уже четвёртым подряд. 19 сентября на турнире UFC Fight Night 178 Серроне провёл бой против Нико Прайса. Поединок прошёл все отведённые 3 раунда. Результат боя был отменён, а сам поединок признан несостоявшимся. 
8 мая 2021 года на турнире UFC on ESPN 24 Ковбой провёл бой против Алекса Мороно. Серроне проиграл техническим нокаутом в 1 раунде.
2 июля 2022 года в рамках турнира UFC 276 Ковбой сразился с ветераном Джимом Миллером и проиграл удушающим приёмом (гильотиной) во 2 раунде.
Идя на серии из 7 выступлений, ни одно из которых не увенчалось победой, Дональд Серроне объявил о завершении профессиональной карьеры.

## Титулы и достижения

### Смешанные единоборства
- Ultimate Fighting Championship
  - Обладатель премии «Лучший бой вечера» (шесть раз) против Пола Клли, Нейта Диаса, Мелвина Гилларда, Александра Эрнандеса, Эла Яквинты и Тони Фергюсона.
  - Обладатель премии «Выступление вечера» (семь раз) против Эдсона Барбозы, Джима Миллера, Алекса Оливейры, Патрика Коте, Рика Стори, Майкла Перри и Александра Эрнандеса.
  - Обладатель премии «Лучший нокаут вечера» (три раза) против Шарлиса Оливейры, Мелвина Гилларда и Адриану Мартинса
  - Обладатель премии «Лучший удушающий приём вечера» (два раза) против Денниса Зифера и Эвана Данэма
  - Наибольшее количество побед в истории UFC (23)[13]
  - Второе место по количеству финишей в истории UFC (16)[13]
- World Extreme Cagefighting
  - Обладатель премии «Лучший бой вечера» (пять раз) против Роба Маккало, дважды против Джейми Варнера, Бенсона Хендерсона, Эда Ратклиффа, 
  - Обладатель премии «Лучший бой года» (один раз) против Бенсона Хендерсона
- Sherdog Awards
  - 2009 «Лучший бой года» против Бенсона Хендерсона
  - 2008 «Лучший раунд года» против Роба Маккало
- World MMA Awards
  - 2011 «Прорыв года»
- ESPN
  - 2015 «Лучший боец полугодия»
- MMAFighting.com
  - 2009 «Лучший бой года» против Бенсона Хендерсона
- The MMA Corner.com
  - 2014 «Лучший боец года»
- MMAJunkie.com
  - Январь 2014 «Лучший нокаут месяца» против Адриану Мартинса
  - Июль 2014 «Лучший нокаут месяца» против Джима Миллера
- HOV-MMA.com
  - 2014 «Король жестокости»

## Статистика MMA
| Боёв 55         | Побед 36 | Поражений 17 |
| --------------- | -------- | ------------ |
| Нокаутом        | 10       | 8            |
| Сдачей          | 17       | 2            |
| Решением        | 9        | 7            |
| Ничьи           | 0        | 0            |
| Не состоявшихся | 2        | 2            |

| Результат    | Рекорд  | Соперник           | Способ                                | Турнир                                       | Дата             | Раунд | Время | Место                                 | Примечание                                                                                               |
| ------------ | ------- | ------------------ | ------------------------------------- | -------------------------------------------- | ---------------- | ----- | ----- | ------------------------------------- | --- |
| Поражение    | 36-17-2 | Джим Миллер        | Сдача (гильотина)                     | UFC 276                                      | 2 июля 2022      | 2     | 1:32  | Лас-Вегас, Невада, США                | |
| Поражение    | 36-16-2 | Алекс Мороно       | Технический нокаут (Удары)            | UFC on ESPN: Родригес vs. Уотерсон           | 8 мая 2021       | 1     | 4:40  | Лас-Вегас, Невада, США                | |
| Не состоялся | 36-15-2 | Нико Прайс         | Не состоялся (результат отменён)      | UFC Fight Night: Ковингтон vs. Вудли         | 20 сентября 2020 | 3     | 5:00  | Лас-Вегас, Невада, США                | Изначально ничья решением большенства Нико Прайс сдал положительный тест на марихуану. Результат отменен |
| Поражение    | 36-15-1 | Энтони Петтис      | Единогласное решение                  | UFC 249                                      | 9 мая 2020       | 3     | 5:00  | Джэксонвилл, Флорида, США             | Бой в полусреднем весе                                                                                   |
| Поражение    | 36-14-1 | Конор Макгрегор    | TKO (удары руками)                    | UFC 246                                      | 18 января 2020   | 1     | 0:40  | Лас-Вегас, Невада, США                | Бой в полусреднем весе                                                                                   |
| Поражение    | 36-13-1 | Джастин Гейджи     | TKO (удары руками)                    | UFC Fight Night: Cerrone vs. Gaethje         | 14 сентября 2019 | 1     | 4:18  | Ванкувер, Британская Колумбия, Канада | |
| Поражение    | 36-12-1 | Тони Фергюсон      | TKO (остановка врачом)                | UFC 238                                      | 8 июня 2019      | 2     | 5:00  | Чикаго, Иллинойс, США                 | «Лучший бой вечера» (6)                                                                                  |
| Победа       | 36-11-1 | Эл Яквинта         | Единогласное решение                  | UFC Fight Night: Iaquinta vs. Cowboy         | 4 мая 2019       | 5     | 5:00  | Оттава, Онтарио, Канада               | «Лучший бой вечера» (5)                                                                                  |
| Победа       | 35-11-1 | Александр Эрнандес | TKO (удар ногой в голову и добивание) | UFC Fight Night: Cejudo vs. Dillashaw        | 19 января 2019   | 2     | 3:43  | Бруклин, Нью-Йорк, США                | Вернулся в лёгкий вес. «Выступление вечера» (7); «Лучший бой вечера» (4)                                 |
| Победа       | 34-11-1 | Майк Перри         | Сдача (рычаг локтя)                   | UFC Fight Night: Korean Zombie vs. Rodríguez | 10 ноября 2018   | 1     | 4:46  | Денвер, Колорадо, США                 | «Выступление вечера» (6)                                                                                 |
| Поражение    | 33-11-1 | Леон Эдвардс       | Единогласное решение                  | UFC Fight Night: Cowboy vs. Edwards          | 23 июня 2018     | 5     | 5:00  | Каланг, Сингапур                      | |
| Победа       | 33-10-1 | Янси Медейрос      | TKO (удары)                           | UFC Fight Night: Cowboy vs. Medeiros         | 19 февраля 2018  | 1     | 4:58  | Остин, Техас, США                     | |
| Поражение    | 32-10-1 | Даррен Тилл        | TKO (удары)                           | UFC Fight Night: Cerrone vs. Till            | 21 октября 2017  | 1     | 4:20  | Гданьск, Польша                       | |
| Поражение    | 32-9-1  | Робби Лоулер       | Единогласное решение                  | UFC 214                                      | 30 июля 2017     | 3     | 5:00  | Анахайм, Калифорния, США              | |
| Поражение    | 32-8-1  | Хорхе Масвидаль    | TKO (удары)                           | UFC on Fox: Shevchenko vs. Peña              | 28 января 2017   | 2     | 1:00  | Денвер, Колорадо, США                 | |
| Победа       | 32-7-1  | Мэтт Браун         | KO (удар ногой в голову)              | UFC 206                                      | 10 декабря 2016  | 3     | 0:33  | Торонто, Онтарио, США                 | |
| Победа       | 31-7-1  | Рик Стори          | TKO (удар ногой в голову и удары)     | UFC 202                                      | 20 августа 2016  | 2     | 2:02  | Лас-Вегас, Невада, США                | «Выступление вечера» (5)                                                                                 |
| Победа       | 30-7-1  | Патрик Коте        | TKO (удары)                           | UFC Fight Night: MacDonald vs. Thompson      | 18 июня 2016     | 3     | 2:35  | Оттава, Онтарио, Канада               | «Выступление вечера» (4)                                                                                 |
| Победа       | 29-7-1  | Алекс Оливейра     | Сдача (треугольник)                   | UFC Fight Night: Cowboy vs. Cowboy           | 21 февраля 2016  | 1     | 2:33  | Питтсбург, Пенсильвания, США          | Дебют в полусреднем весе; «Выступление вечера» (3)                                                       |
| Поражение    | 28-7-1  | Рафаэл Дус Анжус   | TKO (удары)                           | UFC on Fox: dos Anjos vs. Cerrone 2          | 11 декабря 2015  | 1     | 1:06  | Орландо, Флорида, США                 | Бой за титул чемпиона UFC в лёгком весе                                                                  |
| Победа       | 28-6-1  | Джон Макдесси      | TKO (травма)                          | UFC 187                                      | 23 мая 2015      | 2     | 4:44  | Лас-Вегас, Невада, США                | Бой был остановлен в связи с переломом челюсти у Макдесси                                                |
| Победа       | 27-6-1  | Бенсон Хендерсон   | Единогласное решение                  | UFC Fight Night: McGregor vs. Siver          | 18 января 2015   | 3     | 5:00  | Бостон, Массачусетс, США              | |
| Победа       | 26-6-1  | Майлс Джури        | Единогласное решение                  | UFC 182                                      | 3 января 2015    | 3     | 5:00  | Лас-Вегас, Невада, США                | |
| Победа       | 25-6-1  | Эдди Альварес      | Единогласное решение                  | UFC 178                                      | 27 сентября 2014 | 3     | 5:00  | Лас-Вегас, Невада, США                | |
| Победа       | 24-6-1  | Джим Миллер        | TKO (удар ногой в голову и добивание) | UFC Fight Night: Cerrone vs. Miller          | 16 июля 2014     | 2     | 3:31  | Атлантик-Сити, Нью-Джерси, США        | «Выступление вечера» (2)                                                                                 |
| Победа       | 23-6-1  | Эдсон Барбоза      | Сдача (сзади)                         | UFC on Fox: Werdum vs. Browne                | 19 апреля 2014   | 1     | 3:15  | Орландо, Флорида, США                 | «Выступление вечера» (1)                                                                                 |
| Победа       | 22-6-1  | Адриану Мартинс    | KO (удар ногой в голову)              | UFC on Fox: Henderson vs. Thomson            | 25 января 2014   | 1     | 4:40  | Чикаго, Иллинойс, США                 | «Лучший нокаут вечера» (3)                                                                               |
| Победа       | 21-6-1  | Эван Данэм         | Сдача (треугольник)                   | UFC 167                                      | 16 ноября 2013   | 2     | 3:49  | Лас-Вегас, Невада, США                | «Удушающий приём вечера» (2)                                                                             |
| Поражение    | 20-6-1  | Рафаэл Дус Анжус   | Единогласное решение                  | UFC Fight Night: Condit vs. Kampmann 2       | 28 августа 2013  | 3     | 5:00  | Индианаполис, Индиана, США            | |
| Победа       | 20-5-1  | Кей Джей Нунс      | Единогласное решение                  | UFC 160                                      | 25 мая 2013      | 3     | 5:00  | Лас-Вегас, Невада, США                | |
| Поражение    | 19-5-1  | Энтони Петтис      | TKO (yдар ногой в корпус)             | UFC on Fox: Johnson vs. Dodson               | 26 января 2013   | 1     | 2:35  | Чикаго, Иллинойс, США                 | |
| Победа       | 19-4-1  | Мелвин Гиллард     | KO (удар)                             | UFC 150                                      | 11 августа 2012  | 1     | 1:16  | Денвер, Колорадо, США                 | «Лучший нокаут вечера» (2), «Лучший бой вечера» (3)                                                      |
| Победа       | 18-4-1  | Джереми Стивенс    | Единогласное решение                  | UFC on Fuel TV: Korean Zombie vs. Poirier    | 15 мая 2012      | 3     | 5:00  | Фэрфакс, Виргиния, США                | |
| Поражение    | 17-4-1  | Нейт Диас          | Единогласное решение                  | UFC 141                                      | 30 декабря 2011  | 3     | 5:00  | Лас-Вегас, Невада, США                | «Лучший бой вечера» (2)                                                                                  |
| Победа       | 17-3-1  | Деннис Зифер       | Сдача (сзади)                         | UFC 137                                      | 29 октября 2011  | 1     | 2:22  | Лас-Вегас, Невада, США                | «Удушающий приём вечера» (1)                                                                             |
| Победа       | 16-3-1  | Шарлис Оливейра    | TKO (удары)                           | UFC Live: Hardy vs. Lytle                    | 14 августа 2011  | 1     | 3:01  | Милуоки, Висконсин, США               | «Лучший нокаут вечера» (1)                                                                               |
| Победа       | 15-3-1  | Вагнер Роша        | Единогласное решение                  | UFC 131                                      | 11 июня 2011     | 3     | 5:00  | Ванкувер, Британская Колумбия, Канада | |
| Победа       | 14-3-1  | Пол Келли          | Сдача (сзади)                         | UFC 126                                      | 5 февраля 2011   | 2     | 3:48  | Лас-Вегас, Невада, США                | «Лучший бой вечера» (1)                                                                                  |
| Победа       | 13-3-1  | Крис Городецки     | Сдача (треугольник)                   | WEC 53                                       | 16 декабря 2010  | 2     | 2:43  | Глендейл, Аризона, США                | |
| Победа       | 12-3-1  | Джейми Варнер      | Единогласное решение                  | WEC 51                                       | 30 сентября 2010 | 3     | 5:00  | Брумфилд, Колорадо, США               | «Лучший бой вечера» (5)                                                                                  |
| Поражение    | 11-3-1  | Бенсон Хендерсон   | Сдача (гильотина)                     | WEC 48                                       | 24 марта 2010    | 1     | 1:57  | Сакраменто, Калифорния, США           | Бой за титул чемпиона WEC в лёгком весе                                                                  |
| Победа       | 11-2-1  | Эд Ратклифф        | Сдача (сзади)                         | WEC 45                                       | 19 декабря 2009  | 3     | 3:47  | Лас-Вегас, Невада, США                | «Лучший бой вечера» (4)                                                                                  |
| Поражение    | 10-2-1  | Бенсон Хендерсон   | Единогласное решение                  | WEC 43                                       | 10 октября 2009  | 5     | 5:00  | Сан-Антонио, Техас, США               | Бой за титул временного чемпиона WEC в лёгком весе. «Лучший бой вечера» (3); «Бой года»                  |
| Победа       | 10-1-1  | Джеймс Краузе      | Сдача (сзади)                         | WEC 41                                       | 7 июня 2009      | 1     | 4:38  | Сакраменто, Калифорния, США           | |
| Поражение    | 9-1-1   | Джейми Варнер      | Раздельное решение                    | WEC 38                                       | 25 января 2009   | 5     | 5:00  | Сан-Диего, Калифорния, США            | Бой за титул чемпиона WEC в лёгком весе. «Лучший бой вечера» (2)                                         |
| Победа       | 9-0-1   | Роб Маккало        | Единогласное решение                  | WEC 36                                       | 5 ноября 2008    | 3     | 5:00  | Холливуд, Флорида, США                | Бой за статус претендента на титул чемпиона WEC в лёгком весе. «Лучший бой вечера» (1)                   |
| Победа       | 8-0-1   | Дэнни Кастильо     | Сдача (рычаг локтя)                   | WEC 34: Faber vs. Pulver                     | 1 июня 2008      | 1     | 1:30  | Сакраменто, Калифорния, США           | |
| Не состоялся | 7-0-1   | Кеннет Александр   | Не состоялся (результат отменён)      | WEC 30                                       | 5 сентября 2007  | 1     | 0:56  | Лас-Вегас, Невада, США                | |
| Победа       | 7-0     | Ясунори Канехара   | Сдача (треугольник)                   | Greatest Common Multiple: Cage Force 3       | 9 июня 2007      | 2     | 2:46  | Токио, Япония                         | |
| Победа       | 6-0     | Энтони Нжокуани    | Сдача (треугольник)                   | Ring of Fire 29: Aftershock                  | 28 апреля 2007   | 1     | 4:30  | Брумфилд, Колорадо, США               | |
| Победа       | 5-0     | Райан Робертс      | Сдача (рычаг локтя)                   | Ring of Fire 28: Evolution                   | 16 февраля 2007  | 1     | 1:49  | Брумфилд, Колорадо, США               | |
| Победа       | 4-0     | Джесси Брок        | Сдача (треугольник)                   | Ring of Fire 26: Relentless                  | 9 сентября 2006  | 1     | 1:35  | Кастл Рок, Колорадо, США              | |
| Победа       | 3-0     | Крейг Теннант      | Сдача (рычаг локтя)                   | PFC: Ring of Fire 24: Integrity              | 17 июня 2006     | 1     | 1:26  | Кастл Рок, Колорадо, США              | |
| Победа       | 2-0     | Круз Чакон         | Сдача (треугольник)                   | American Championship Fighting: Genesis      | 24 февраля 2006  | 2     | 2:25  | Денвер, Колорадо, США                 | |
| Победа       | 1-0     | Нейт Мор           | Сдача (треугольник)                   | Ring of Fire 21: Full Blast                  | 11 февраля 2006  | 1     | 1:42  | Кастл Рок, Колорадо, США              | |